# Magdalena Frey (Handballspielerin)
Magdalena „Leni“ Frey (* 1. Juli 1997) ist eine deutsche Handballspielerin.
Magdalena Frey spielte anfangs für die SG Pasing und wechselte später zur HSG Würm-Mitte. Zusätzlich stand Frey im Kader der bayrischen Auswahl, mit der sie am DHB-Länderpokal 2013 teilnahm. Im selben Jahr schloss sie sich dem TSV Ismaning an und wurde für Länderspiele der deutschen Jugendnationalmannschaft nominiert. Ab 2015 lief sie auf der Position der Handballtorhüterin für den TSV Haunstetten auf, mit dem sie sechs Spielzeiten in der 3. Liga sowie zwei Spielzeiten in der 2. Bundesliga antrat. Im Sommer 2023 wechselte sie zum Zweitligisten HCD Gröbenzell.
Ihre bislang größeren Erfolge erreichte Frey im Beachhandball. Hier ist sie für die Brüder Ismaning, die Beachhandballabteilung des TSV Ismaning, aktiv. 2014, 2015 und 2017 gewann sie mit dem Verein die Deutsche Meisterschaft. Bei der Beachhandball-DM 2016 wurde sie zusätzlich als beste Torhüterin geehrt. Zudem war sie mit dem Team beim EHF Champions Cup am Start. 2021 wurde sie bei den Deutschen Meisterschaften mit ihrer Mannschaft Vierte.

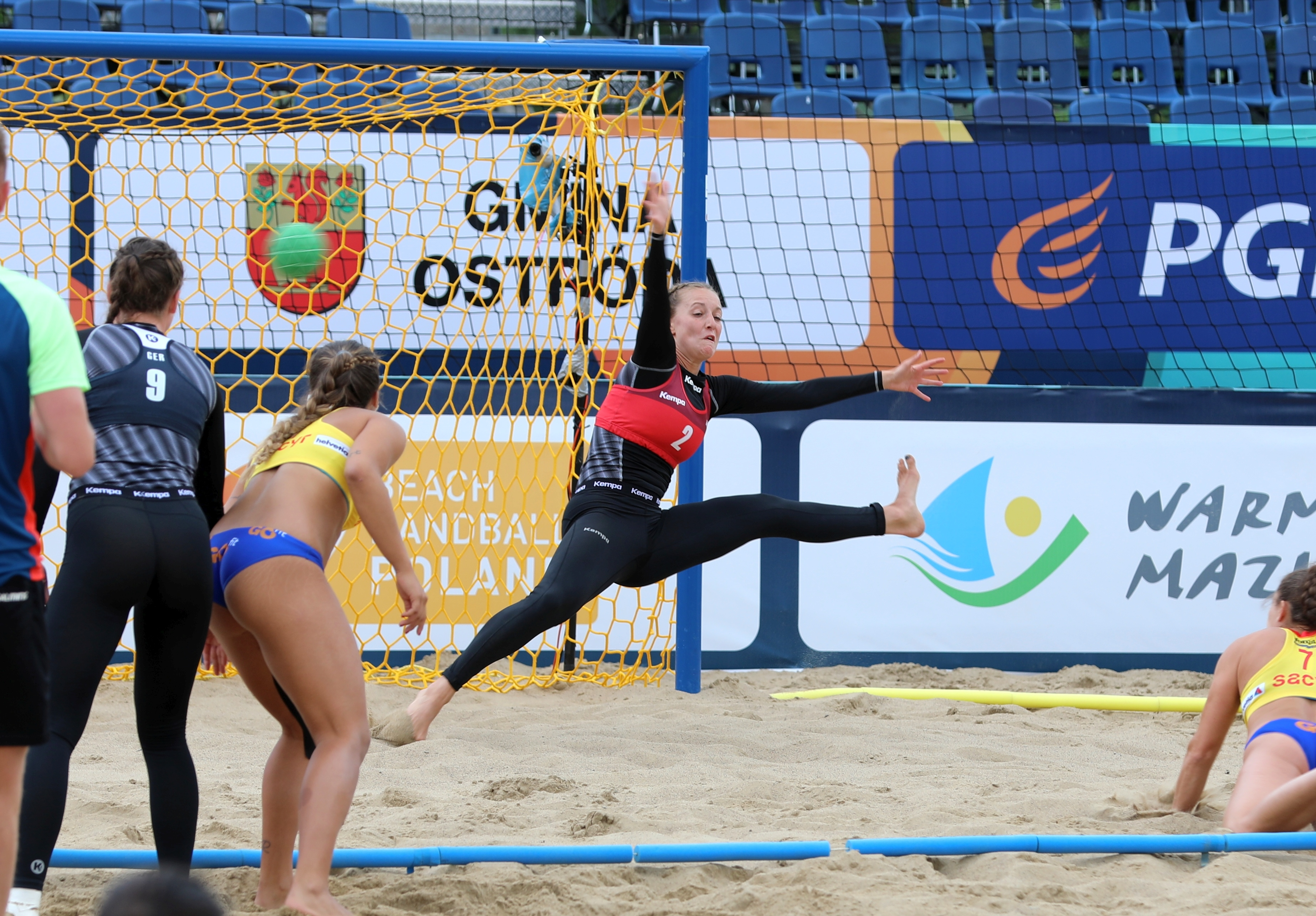
Frey als Torhüterin im Hauptrundenspiel gegen Spanien bei den Europameisterschaften 2019

International wurde sie für das deutsche Aufgebot bei den Beachhandball-Junioreneuropameisterschaften 2015 (U19) berufen und gewann mit der deutschen Auswahl dort die Bronzemedaille. Zudem wurde sie zur besten Torhüterin des Turniers gewählt und damit in das All-Star-Team berufen. Für die Beachhandball-Europameisterschaft 2017 wurde sie in die Deutsche A-Nationalmannschaft berufen. Dort verlor sie mit ihrer Mannschaft alle vier Vorrundenspiele bei nur einem Satzgewinn und musste somit in die Trostrunde. Dort gewann man beide Spiele gegen die Schweiz und gewann und verlor je ein Spiel gegen Schweden. Am Ende belegte Deutschland den vorletzten Platz. Frey kam in drei der acht Spiele zum Einsatz und erzielte dabei auch zwei Punkte. Zwei Jahre später wurde sie erneut für die Europameisterschaften in Stare Jabłonki berufen, nun an der Seite von Katharina Filter als eine der beiden Torhüterinnen. Frey kam in Polen in allen zehn Spielen zum Einsatz und erzielte vier Punkte. Nach einer Vorrunde mit zwei Siegen und zwei Niederlagen sowie fünf gewonnenen und fünf verlorenen Sätzen qualifizierte sich das deutsche Team als Gruppendritte für die Hauptrunde. Dort schlug man zunächst die amtierenden Weltmeisterinnen aus Griechenland, verlor dann aber gegen Spanien und schlug im dritten und letzten Spiel die Italienerinnen. Das deutsche Team ging als Vorletztes Team ihrer Hauptrundengruppe in die K.-o.-Phase, wo es zunächst die Mannschaft der Schweiz deutlich mit 2:0 besiegte. Es folgte ein hart umkämpfter und erst im Shootout besiegelter Sieg gegen die Gastgeberinnen aus Polen. Im letzten Spiel nach einer kräftezehrenden Meisterschaft unterlag das junge Team der Vertretung aus Russland und belegte Platz zehn.
Frey war eine der fünf Kandidatinnen für den #beachaward2020, bei dem die beste Spielerin der 2010er Jahre gewählt wurde und bei der mit Sabine Stockhorst eine Torhüter-Konkurrentin gewann.